# Pinokio w kosmosie
Pinokio w kosmosie (ang. Pinocchio In Outer Space, 1965) – belgijsko-amerykański film animowany, opowiadający podróż Pinokia w kosmos. Na podstawie powieści Carla Collodiego.
Film w Polsce został wydany na DVD i VHS przez Vision w 2004 roku.

## Obsada (głosy)
- Peter Lazer − Pinokio
- Arnold Stang − Żółw Nurtle
- Jess Cain − Gepetto
- Conrad Jameson − 
  - G. Godline,
  - Sharp
- Mavis Mims − Błękitna Wróżka
- Cliff Owens − Groovy
- Minerva Pious − matka Błękitnej Wróżki
- Norman Rose − Fedora
- Kevin Kennedy − Astro the Space Whale

i inni

## Wersja polska
Wersja polska: PAANFILM STUDIO WARSZAWA 

Reżyseria i dialogi: Maciej Kołodyniec

Dźwięk i montaż: 
- Filip Różański,
- Michał Skarżyński

Udział wzięli:
- Jolanta Wołłejko
- Iwona Rulewicz
- Anna Apostolakis
- Marek Frąckowiak
- Tomasz Kozłowicz